# Fran Garagarza
Francisco Garagarza Eizagirre (Motrico, Guipúzcoa, España, 14 de mayo de 1969) más conocido como Fran Garagarza, es un director deportivo de fútbol español. Actualmente, ocupa el cargo de director deportivo del Real Club Deportivo Espanyol de Barcelona, donde logró el ascenso a Primera División del primer equipo masculino y femenino en la temporada 2023-24. 

## Trayectoria

### Como director deportivo
Eibar
En 2007, Garagarza llegó a la SD Eibar para ser segundo entrenador de Manix Mandiola, que dirigía al equipo en la Segunda División B de España y además, pasó a formar parte de la estructura del club para aportar conocimiento en el fútbol base del conjunto armero.
Más tarde, ocuparía el cargo de director deportivo Director Deportivo de la SD Eibar hasta el término de la temporada 2020-21, con el que consiguió ascender desde la Segunda División B de España hasta la Primera División de España. Garagarza se marcharía del club armero después de 14 temporadas.
En su etapa al frente del Eibar como director deportivo realizó un total de 104 operaciones en siete años en Primera y se ganó los elogios por su modelo de gestión, basada en el respeto a la historia, la filosofía y el sentimiento de los clubes en los que está. Otra de las claves de su éxito reside en el hecho de que siempre instaura en sus equipos un modelo de gestión integral donde todo está conectado, y en el que  la parte deportiva sigue una misma línea, desde el fútbol base al fútbol femenino.De hecho, se especializó en operaciones muy rentables para su club, que llegó a llamar la atención internacional.
Wolverhampton
El 17 de noviembre de 2022, firma como asesor técnico de Julen Lopetegui en el Wolverhampton Wanderers de la Premier League.
RCD Espanyol
En julio de 2023,  llega al RCD Espanyol.. Asume el cargo de director deportivo del RCD Espanyol de Barcelona. Un reto para el que el consejo de administración del club blanquiazul consideró que era el profesional adecuado para liderar el nuevo proyecto deportivo que debe devolver al equipo a la máxima categoría del fútbol español. 
A su llegada, trazó un plan para revitalizar y reconstruir al club espanyolista, cuyos puntos fuertes fueron: una gestión deportiva sólida, reforzar el sentimiento perico y volver a los orígenes, transformar el club de abajo hacia arriba (desde la base al primer equipo) y realizar un liderazgo serio y claro.
Su primer mercado de fichajes estuvo marcado por varios puntos básicos en su labor: pasión por estar en el Espanyol, coherencia en las operaciones, búsqueda de sentimiento de pertenencia y defensa de la cantera. Siempre, buscando refuerzos que potenciaran al equipo y que mejoraran a la plantilla, defendiendo además los intereses del club ante ofertas de otras entidades.
Tras el cierre de mercado todos elogiaron  su gran trabajo y esfuerzo que evitó la salida de jugadores clave, así como la importancia de las nuevas incorporaciones para conseguir el objetivo. Otro aspecto que se destaca de Garagarza es su claro objetivo de recuperar la cantera espanyolista  y su firme propósito, al margen de reforzar el mercado de fichajes, es crear un legado que perdure en los años venideros, reforzando así el sentimiento de pertenencia al club y su cantera de jugadores y entrenadores.
En esa línea, cambió la estructura de La21 con la creación de departamentos para la mejora individual del jugador, Big Data y psicología, además de potenciar temas familiares y escolares que facilitaran la adaptación de los jóvenes. Y se potenció la búsqueda de fichajes prometedores para el filial y el primer equipo, como fue el caso de Gastón Valles a coste cero. 
A pesar de la situación económica de la entidad, Garagarza supo implementar su metodología en el club, afianzando a jugadores de la casa en el primer equipo, modernizando el fútbol base, poniendo orden en los contratos dimensionados, reteniendo el talento con más de 40 renovaciones entre todas las categorías y apostando por el técnico Manolo González. El resultado fue el ascenso a Primera División. 
Su primera temporada como director deportivo del Espanyol acabó con varios objetivos conseguidos: el ascenso a Primera División del primer equipo masculino y femenino, su segundo ascenso a LaLiga tras el obtenido en el Eibar, su defensa del club en el mercado de fichajes, la consolidación de su modelo de cantera y los primeros pasos de su plan estratégico a largo plazo. 
En el mercado de fichajes de la temporada 2024-25, Fran Garagarza rehizo la plantilla del Espanyol para afrontar el curso en Primera División sin que la propiedad invirtiera en jugadores, siendo el único club de las grandes ligas europeas que no invirtió en fichajes. Además, se mostró firme y solicitó el pago íntegro de la cláusula de rescisión de Joan Garcia, uno de los pilares del equipo a quien renovó unos meses antes, ante los clubes interesados. 
Uno de los principales objetivos que se marcó Fran Garagarza desde su llegada fue la implantación de un legado en el Espanyol, y en esa línea se creó el departamento de Big Data. Al frente está Unai Ezkurra, y una de sus tareas fue aplicación de creación propia en el club que bautizaron como DAFO RCDE, y cuyas siglas responden a ‘Debilidades, Amenazas, Fortalezas y Oportunidades' en el mercado: el objetivo es fichar mejor con menos dinero, para así optimizar el rendimiento y la cantera. 
En esa línea de crecimiento de la cantera, Garagarza siempre apostó fuerte por La21, a la que consideró la joya de la corona del club. Prueba de ello es que en la primera plantilla del curso 2024-25 había un 28% de jugadores formados en las categorías inferiores, aunque la idea es que ese número fuera en aumento. Tanto es así, que desde su llegada y hasta enero de 2025 lograron debutar en el primer equipo hasta 12 canteranos. 
Además, se propuso como metas socializar el territorio y apostar por el jugador catalán por cultura, filosofía y sentido de pertenencia. Fruto de esa apuesta por la cantera, sin ir más lejos, se produjo la renovación de Jofre, uno de los referentes de la cantera en el primer equipo junto a Joan Garcia, Omar y Pol Lozano. 

## Clubes

### Como director deportivo
| Club                                     | País       | Año             |
| ---------------------------------------- | ---------- | --------------- |
| SD Eibar                                 | España     | 2007-2021       |
| Wolverhampton Wanderers (asesor técnico) | Inglaterra | 2022-2023       |
| RCD Espanyol                             | España     | 2023-Actualidad |